# Оріоль Рієра
Оріоль Рієра Магем (нар. 3 липня 1986, Вік, Іспанія) — іспанський футболіст, нападник футбольної команди «Депортіво» з міста Ла-Корунья.

## Життєпис
Свою кар'єру розпочав у резервних командах «Барселони», зігравши за основну команду лише одну гру. Це трапилося 17 грудня 2003 у грі проти «Сьюдад-де-Мурсія» в рамках змагання за Кубок Іспанії з футболу, яка закінчилася на користь каталонців з рахунком 4-0.
28 червня 2014 Рієра, після того як його тодішня команда «Осасуна» полишила елітний дивізіон, вирішив укласти трирічну угоду з англійською командою «Віган Атлетік». 23 серпня він забив свій перший гол у грі проти «Блекпула».
7 січня 2015 повернувся в іспанську Ла Лігу, приєднавшись до «Депортіво» на умовах оренди. 30 червня уклав постійну угоду.